# Escape the Fate (álbum)
Escape the Fate é o terceiro álbum de estúdio da banda americana de rock Escape the Fate. É o primeiro álbum da banda lançado pela gravadoras DGC/Interscope após a banda encerrar o contrato com a Epitaph.
É o segundo álbum com o vocalista Craig Mabbitt. Foi lançado mundialmente em 2 de Novembro de 2010. O álbum estreou em número 25 na Billboard 200, e em primeiro lugar no Hard Rock Albums, e em número 4 no Rock Albums, e número 3 nas paradas Alternative e Independent, e 18 na parada Digital Albums. Após a liberação, o álbum recebeu revisões geralmente positivas. É o último lançamento da banda com o baixista Max Green.

## Pré-produção e produção
Embora eles terem expulsado Ronnie Radke por causa de sua sentença de prisão, a banda continuou a avançar com o ex-vocalista do Blessthefall, Craig Mabbitt. Em uma entrevista durante a Warped Tour 2009, o baixista Max Green afirmou que o álbum contará com uma música co-escrita por Mick Mars do Mötley Crüe, que se aproximou do Escape the Fate para colaborar em algumas músicas, mas mais tarde foi revelado que eles decidiram não colocar a música no álbum e guardar para um futuro lançamento. Max Green também confirmou através do Formspring que haverá uma música co-escrita pelo guitarrista John 5 do Rob Zombie, mais tarde foi confirmada ser "Liars and Monsters".
Em 23 de Abril, o vocalista Craig Mabbitt declarou via Twitter, "Vamos sair de Las Vegas hoje para terminar as demos nos últimos minutos com Monte, em seguida, vamos para o festival bamboozle, e então vamos entrar em estúdio", dando a noção de que a banda vai começar a gravar seu álbum de estúdio logo após o festival Bamboozle, e liberá-lo no meio/final do Verão de 2010. Logo depois, Mabbitt afirmou através de sua conta no Twitter que a banda teve mais algumas músicas para gravar, e que o novo álbum será mais breve do que o esperado. Ele também declarou que poderia ter uma terceira música sob o nome de "The Guillotine" chamada "The Aftermath (G3)" no álbum, que mais tarde foi confirmado.
Durante a gravação mais cedo, Max Green foi questionado no Formspring sobre a banda possivelmente alterar as gravadoras. Max respondeu dizendo que ele vai revelar tudo isso em um momento posterior. Isto faria com que o álbum fosse o primeiro a ser lançado sem Epitaph Records. Em 26 de Julho, Escape The Fate confirmou que o novo álbum será lançado pelas gravadoras DGC/Interscope Records. Craig Mabbitt afirmou que a banda não tinha problemas com a Epitaph mas sim o apelo para trazer sua música para um público mais vasto levado a sua assinatura com a Interscope. A banda inicialmente estava preocupada com a mudança, mas ficamos satisfeitos que nem a gravadora ou o novo produtor quisesse alterar ou controlar a banda. "Interscope pulou a bordo com a gente, em vez de nos pularmos a bordo com a Interscope". No mesmo comunicado, declararão que Don Gilmore seria o produtor do álbum, que já trabalhou com bandas como Linkin Park, Bullet For My Valentine, e Hollywood Undead. A data de lançamento em 2 de Novembro também foi confirmada. Falando sobre o álbum, Max Green, comentou: "Este disco é a cura para a epidemia da música moderna, estamos limpando a lousa e reescrevendo a música rock como você sabe."

## Composição e gravação
A banda estava trabalhando no álbum desde o lançamento do This War Is Ours em 2008. Ser capaz de formar completamente a escrita e o processo de gravação, pela primeira vez, a banda tinha certeza de que o disco seria uma representação grande para a banda. Isto é devido ao fato de que quando Mabbitt entrou para a banda, ele se sentiu muito apressado para gravar um álbum e se encaixar em uma banda já formada. Além disso, a estreia em uma grande gravadora também levou a banda a escolher o auto-título do álbum. Liricamente, o álbum é mais pesado e mais escuro do que os esforços anteriores, de acordo com Mabbitt. Em uma entrevista, ele explicou a escolha da direção para o álbum, "descobrir o que gostamos de tocar ao vivo, e o que gostamos de ouvir em nossa música". Mabbitt sente que os dois últimos álbuns foram muito bem trabalhados e que esta direção continuará com próximos lançamentos. Por escrito, Craig Mabbitt expressou que ele acredita que o mais importante é se concentrar no que a banda gosta de fazer ao invés de copiar outras bandas de sucesso. "[Nós] definitivamente poderia ter sido como, 'Oh, vamos fazer outro solo de minutos de duração, vamos fazer um som chugga-chug aqui, e vamos gritar sobre isso, e vamos fazer como qualquer outra banda e colocar a mesma música no álbum 10 vezes sendo que temos uma música, 10 músicas diferentes no álbum.'... nós apenas gostamos de ser muito diversos..." Sobre trabalhar com o produtor Don Gilmore, a banda disse que ele ajudou a "encontrar-se" e continuar a pressionar diferentes partes da música, até que eles formavam uma música que estavam satisfeitos. Mabbitt também elogiou Gilmore por sua capacidade de aperfeiçoar o álbum sem afetar sua música. Comentando sobre o álbum, Mabbitt sente que "Este álbum tem a música mais pesada que a banda já escreveu, ela tem a mais suave balada que a banda já escreveu, ela tem o mais louco solo que Monte já tocou. O disco todo tem tudo nele".
Para inspiração, Craig Mabbitt disse que ele chamou de experiências de muitas coisas, afirmando: "Eu queria escrever sobre todas as emoções que você pode obter da vida, tudo o que pode acontecer, todo o tipo de história que eu ouvi dizer que realmente me chateou." A faixa "Lost in Darkness" conta a história de uma das amigas de Mabbitt que foi arrastada para fora de sua casa e estuprada com uma arma. Mabbitt declarou que, "[Ela] estava gritando por ajuda e ninguém a ajudou em nada. Todo mundo deu a outra face. Isso era algo que realmente me impressionou, e eu vejo isso acontecendo muito, não apenas as pessoas que desejam dar uma ajuda, uma mão para as pessoas quando alguém está sofrendo... Isso é definitivamente onde eu fui com essa música." A segunda faixa, "Massacre", é sobre vícios de Mabbitt e as coisas que ele fez para superá-los. A faixa "World Around Me" tem uma visão mais ampla e foi escrito sobre a vida em geral. "[World Around Me] sobre as relações com a minha ex e minha filha, tudo acumulado em uma música." A faixa de encerramento, "The Aftermath (G3)", é a terceira música sob o título "The Guillotine". A faixa "The Guillotine" original foi gravada por Ronnie Radke para o álbum Dying Is Your Latest Fashion e foi incluída na série de Vide Games Halo. Quando Mabbitt entrou para a banda, uma música intitulada "This War Is Ours (The Guillotine II)" foi gravada e incluída no álbum This War Is Ours e também foi incluída na séries de Video Games Halo. No entanto, "The Guillotine II" foi escrita como bem se relacionar com os da vida real, como soldados em batalha. Para esse álbum, Mabbitt escreveu a faixa "The Aftermath (G3)", mas não quis basea-la fora de Halo novamente. Em vez disso, ele escreveu uma música mais pessoal sobre seu pai, que estava no exército quando Mabbitt era criança. "Refrão [A], ‘Now I'm coming home,' is an ode to my Dad and an ode to all the soldiers out there who are fighting a war for us and waiting to come home to their families.". Como um todo, Mabbitt considera que, "cada música tem uma história completamente diferente subjacente a ela".
Em termos vocais, Mabbitt usou várias tecnícas para o álbum. Em ambas as faixas "Lost in Darkness" e "Liars and Monsters", uma faixa que aparece na edição de luxo do álbum, ele cantou com o menor passo que ele fez para uma música. A música "Zombie Dance", Mabbitt descreveu o processo de gravação e que ele gravou cinco camadas de harmonia vocal para a mixagem final, além de pequenos efeitos sonoros. Ele explicou que era difícil de conseguir as harmonias elevadas e arremessos certos direitos para todas as faixas. Outra dificuldade que experimentou durante a gravação foi aumentando as terminações de músicas para um épico sentimento. Apesar disso, Craig declarou que gostava de experimentar e que ele "não pode esperar para manter assim e voltar para o estúdio e experimentar uma tonelada de coisas diferentes".
Ao invés de ter onze faixas para a versão normal do álbum, a banda queria incluir ambas as músicas "Liars And Monsters" e "The Final Blow" da edição de luxo do álbum. A decisão de colocá-los como faixas bônus foram encorajadas a manter o comprimento e as faixas do álbum para um tamanho gerenciável. Mabbitt afirmou que a banda gravou tanto material, que quase teve o valor de dois álbuns. Havia pelo menos seis ou sete faixas gravadas que não fizeram parte do álbum. Duas baladas e cerca de cinco músicas mais pesadas foram cortadas porque a banda teve que decidir "Qual é o mais forte? Qual deles é que temos a maioria dos vocais? O que vai caber na diversidade do álbum?". Este era dar a variedade aos fãs ao invés de ter uma sequência, de um registro do gênero. Por isso, Mabbitt comentou: "Poderíamos ter tocado essas músicas por lá e não colocar "World Around Me" ou "Gorgeous Nightmare"ou "Zombie Dance"ou "Issues", ou qualquer coisa assim. Teria sido mais como um simples álbum. Não é isso que nós gostamos de fazer. Nós gostamos de ter um monte de diversidade no nosso som." Outra faixa, intitulada "Dream" foi totalmente gravada e mixada para o corte final do álbum. Antes de finalizar, no entanto, Monte Money decidiu regravar partes de guitarra com uma menor sintonia para alterar o som da música. Depois de regravação, a banda concordou que gostaram da versão original, mas o prazo para de lançamento do álbum não lhes permitiram terminar a música a tempo, eles decidiram mantê-la para um próximo lançamento.

## Lançamento e promoção
Em 23 de Agosto, a banda atualizou sua página no Myspace com um novo logotipo e algumas informações sobre o novo álbum. Novo logotipo da banda é para ser destaque na capa do álbum. Mabbitt também afirmou em seu Twitter que a banda já lançou um videoclipe para uma música nova.  Em 28 de Agosto, a banda lançou uma música nova chamada "Massacre" para download em seu site, a música foi mais tarde confirmada como único pré-álbum. "Massacre" mapeou em número 19 na parada Rock. O próximo single, intitulado "Issues", foi originalmente planejado para ser lançado em 14 de Setembro, mas foi vazado logo no início na Radio KROQ em 9 de setembro. Para promover o álbum, Escape the Fate vai assumir uma turnê nos Estados Unidos e Canadá antes de liberá-lo, com Bullet for My Valentine, Drive-A e Black Tide.
Em 27 de Setembro a banda revelou a capa do álbum exclusivamente através da Artist Direct. A capa contém o novo logo "Escape The Fate", como foi mostrado anteriormente nos singles "Massacre" e "Issues". Abaixo do logotipo mostra os membros da banda em quatro perfis de rostos desfigurados e mutilados, todos na frente de um pano de fundo preto sólido. Em 2 de Outubro, a lista de faixas foi liberada. Em 3 de Outubro, a banda começou a tocar a música "Day of Wreckoning" durante os shows. No dia 26 a banda começou a tocar "City Of Sin". No dia 29 de Outubro, o álbum foi lançado nos Estados Unidos por meio de pré-encomenda. Em 30 de Outubro, a banda começou a transmissão da edição normal do álbum em seu Myspace.
Craig anunciou através de uma entrevista que o próximo single do álbum será "Zombie Dance". A banda vai gravar o vídeo depois que retornar de sua turnê europeia com Bullet for My Valentine e esperar tê-lo lançado antes das férias. Robert Ortiz já terminou de escrever o script aproximadamente no início de novembro e Craig deu a entender que ele quer que o vídeo da música para ter uma cena de dança pequena, semelhante ao de Michael Jackson "Thriller".
Após a saída de Max Green para a reabilitação, a banda decidiu retirar-se do resto da turnê europeia com Bullet for My Valentine para permitir tempo para Green se recuperar. Em vez disso, para promover o álbum, a banda será atração principal a sua própria turnê chamada "The Dead Masquerade Tour", um título de uma letra na "Zombie Dance". A turnê começará em janeiro de 2011 e contará com apoio das bandas: Alesana, Motionless in White, Get Scared e Drive-A. Max Green estará de volta para começar a turnê.
Apesar de o segundo single a ser anunciado como "Zombie Dance", a banda lançou um vídeo da música "City Of Sin", em 15 de Dezembro de 2010. Isto é devido ao Max Green ainda estar na clínica de reabilitação, e, portanto, não estava disponível para filmar um vídeo. Ainda querendo lançar um single antes de começar sua turnê de 2011 como atração principal, eles lançaram imagens de um concerto ao vivo dentro de uma tira de Las Vegas, semelhante ao formato do vídeo de "This War Is Ours (The Guillotine II)", mas com maior valor da produção. O vídeo também contém segmentos de strippers dançando em torno de um palco, apelando para o título de "City Of Sin".

## Edição de Luxo
Em 3 de Outubro, a Amazon.com colocou à venda as Pré-encomendas da versão De luxo do novo álbum. A edição de luxo tem uma capa direrente, será em formato CD, além disso, vai conter material novo. Novo material inclui um livreto digital e três novas músicas: "Liars And Monsters", e "The Final Blow", e também com uma versão remixada de "Issues". No dia 29 de Outubro, a edição de luxo do álbum foi lançada nos Estados Unidos por meio de pré-encomenda, juntamente com a edição normal para pré-encomendas. Escape The Fate lançaram um fluxo de um remix de "Issues" de seu álbum auto-intitulado. A edição de luxo do álbum no Reino Unido inclui outra faixa remix de "Issues" remixada pela banda britânica Does It Offend You, Yeah?.

## Faixas
Todas as músicas escritas e compostas por Max Green, Craig Mabbitt, Bryan "Monte" Money, Michael Money e Robert Ortiz, exceto as indicadas.
| Edição Normal  |                       |                                                 |         |  |
| N.º            | Título                | Compositor(es)                                  | Duração |  |
| 1.             | "Choose Your Fate"    |                                                 | 1:41    |  |
| 2.             | "Massacre"            |                                                 | 4:15    |  |
| 3.             | "Issues"              |                                                 | 2:42    |  |
| 4.             | "Zombie Dance"        | Jay Gordon, Green, Mabbitt, Money, Money, Ortiz | 3:18    |  |
| 5.             | "Gorgeous Nightmare"  |                                                 | 3:16    |  |
| 6.             | "City of Sin"         | Gordon, Green, Mabbitt, Money, Money, Ortiz     | 2:43    |  |
| 7.             | "Day of Wreckoning"   |                                                 | 3:15    |  |
| 8.             | "Lost in Darkness"    |                                                 | 3:41    |  |
| 9.             | "Prepare Your Weapon" |                                                 | 4:41    |  |
| 10.            | "World Around Me"     | Gordon, Green, Mabbitt, Money, Money, Ortiz     | 5:09    |  |
| 11.            | "The Aftermath (G3)"  |                                                 | 5:34    |  |
| Duração total: | Duração total:        | Duração total:                                  | 40:11   |  |

| Edição de luxo |                         |         |  |
| N.º            | Título                  | Duração |  |
| 12.            | "Liars and Monsters"    | 4:17    |  |
| 13.            | "The Final Blow"        | 3:21    |  |
| 14.            | "Issues" (Ruxpin remix) | 4:19    |  |
| Duração total: | Duração total:          | 52:19   |  |

| UK Faixa bônus edição deluxo |                                            |         |  |
| N.º                          | Título                                     | Duração |  |
| 15.                          | "Issues" (Does It Offend You, Yeah? remix) | 4:17    |  |
| Duração total:               | Duração total:                             | 56:09   |  |

## Créditos
Escape the Fate foi listado no Allmusic.
| Escape the Fate - Craig Mabbitt – vocal - Max Green – baixo, vocal - Bryan "Monte" Money – guitarras, teclado, vocal - Robert Ortiz – bateria, percussão, vocal Músicos adicionais - Leila Rose Frosinos-Mabbitt – vocal em Massacre e Zombie Dance - Jay Gordon – compositor - John 5 – compositor - Michael Money – compositor - Bart Hendrickson – sintetizador, programação Obra de arte e design - P.R. Brown – direção de arte, fotografia | Produção e gravação - Keith Armstrong – engenharia de áudio - Don Gilmore – produtor - Ted Jensen – masterização - Nik Karpen – assistente da engenharia - Mark Kiczula – engenharia - Chris Lord-Alge – mixagem - Monte Money – produtor - Jackie Petri – A&R - Andrew Schubert – mixagem - Les Scurry – produtor - Jeff Sosnow – A&R - Brad Townsend – mixagem |

## Recepção

### Comercial
Escape the Fate estreou nos Estados Unidos em número 25 na Billboard 200, vendendo aproximadamente 18.000 de cópias na primeira semana. O Álbum anterior da banda, This War Is Ours, foi o melhor esforço de venda para eles e só tinha vendido 13.000 cópias em sua primeira semana, estreando no número 35 na Billboard 200, que tornou Escape The Fate seu álbum mais bem sucedido até à data. Além disso, seus álbuns anteriores não tinham mapeado em qualquer lugar fora dos Estados Unidos e Canadá. O seu álbum auto-intitulado, ainda sem sucesso na América do Norte, alcançou o número 58 nas paradas australianas. O álbum foi o mais bem sucedido pode ser resultado à mudança de gravadora, a Interscope, para promover o álbum.
A partir de 15 de Janeiro de 2011 o álbum vendeu 50,379 de cópias nos Estados Unidos.

### Críticas
| Críticas profissionais     | Críticas profissionais |
| Avaliações da crítica      | Avaliações da crítica  |
| Fonte                      | Avaliação              |
| -------------------------- | ---------------------- |
| Allmusic                   | [ 29 ]                 |
| Sonic Shocks               | [ 30 ]                 |
| Student Life               | [ 31 ]                 |
| The Marshalltown Chronicle | [ 32 ]                 |
| Evigshed                   | [ 33 ]                 |

Escape the Fate recebeu avaliações positivas sobre o seu lançamento. A primeira revisão, por Sonic Shocks, o álbum deu uma crítica positiva, particularmente elogiando a variedade do álbum. O revisor elogiou o uso esparso de vocais gritados, mas questionou a escolha de "Massacre", como o primeiro single, observando-a como uma música genérica. A revisão começou a elogio a variedade de faixas como "Gorgeous Nightmare" por sua "originalidade surpreendente em [sua] catchiness evidente". Outras faixas foram elogiados "City Of Sin" por ter um som "Post-hardcore com uma cara mais clássica do rock", e a faixa "Prepare Your Weapon" por ter um "heavy metal épico".

## Posição nas paradas
| Parada (2010)             | Posição maxíma |
| ------------------------- | -------------- |
| ARIA Charts               | 58             |
| UK Albums Chart           | 145            |
| US Billboard 200          | 25             |
| US Top Digital Albums     | 18             |
| US Top Tastemaker Albums  | 1              |
| US Top Hard Rock Albums   | 1              |
| US Top Alternative Albums | 3              |
| US Top Rock Albums        | 4              |
| US Top Independent Albums | 3              |

## Histórico de lançamento

### CD
| Precedido por: A Thousand Suns por Linkin Park | U.S. Billboard Hard Rock Albums 20 de Novembro de 2010 – 27 de Novembro de 2010 | Sucedido por: Greatest Hits por Bon Jovi |

| Região                           | Data                  | Gravadora  |
| -------------------------------- | --------------------- | ---------- |
| Via pré-encomenda USA            | 29 de outubro de 2010 | Interscope |
| Via pré-encomenda                | 30 de outubro de 2010 | Interscope |
| Nas Lojas USA                    | 2 de novembro de 2010 | Interscope |
| Nas Lojas UK & no resto do mundo | 1 de novembro de 2010 | Interscope |